# Mihrimah-Sultan-Moschee (Üsküdar)

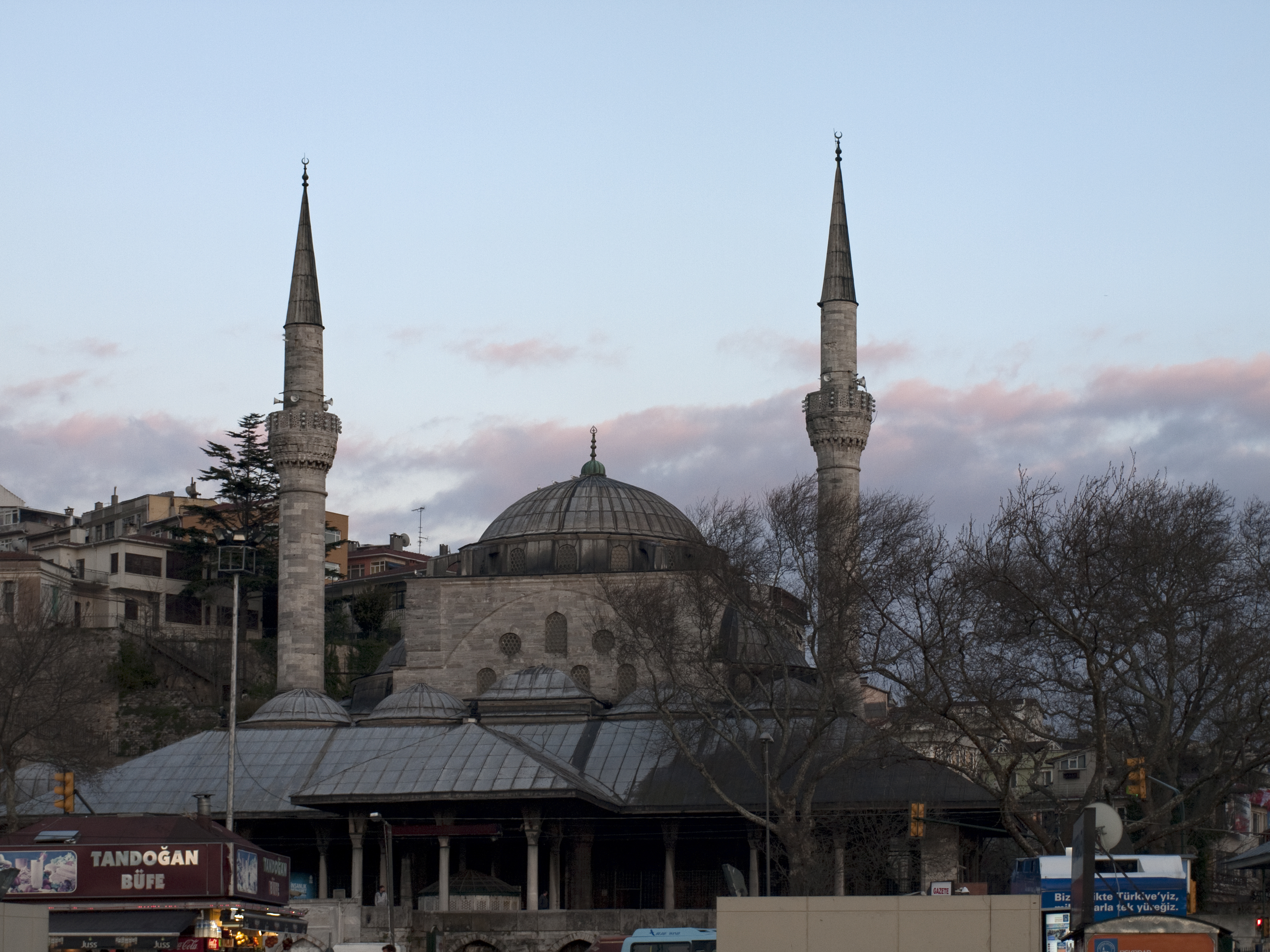
Die Mihrimah-Moschee in Üsküdar

Die Mihrimah-Sultan-Moschee (auch Iskele-Moschee, türkisch Mihrimah Sultan Camii, auch İskele Camii) ist eine Moschee des Architekten Sinan im Stadtteil Üsküdar im asiatischen Teil Istanbuls direkt am Fähranleger gelegen, daher auch der Name Iskele (türkisch für Fähranleger). Die Iskele-Moschee gilt als Wahrzeichen Üsküdars.
Die Moschee ist eines von zwei von Mihrimah Sultan, der Tochter Sultan Süleymans I. und Ehefrau des Großwesirs Rüstem Pascha, gestifteten Gotteshäusern. Die zweite Moschee befindet sich im Stadtteil Edirnekapı. Das Gebäude wurde in den Jahren von 1546 bis 1548 vom Architekten Sinan erbaut. 
Aus Platzmangel verzichtete Sinan bei der Moschee auf einen Hof, stattdessen konstruierte er ein weit vorspringendes Dach, das auch den Reinigungsbrunnen überspannt. Der hier verwendete doppelte Portikus sollte von nun an in Variationen bei zahlreichen Moscheen vorkommen. Die Moschee wurde als Vier-Pfeiler-Moschee mit einem quadratischen Grundriss, zwei Minaretten und drei Halbkuppeln errichtet, die zentrale Kuppel der Moschee hat einen Durchmesser von zehn Metern.
Zum Stiftungskomplex gehörten eine Medrese, ein Gasthaus und eine Armenküche sowie  die Türben der Paschas Sinaneddin Yusuf Paşa und İbrahim Ethem Paşa.

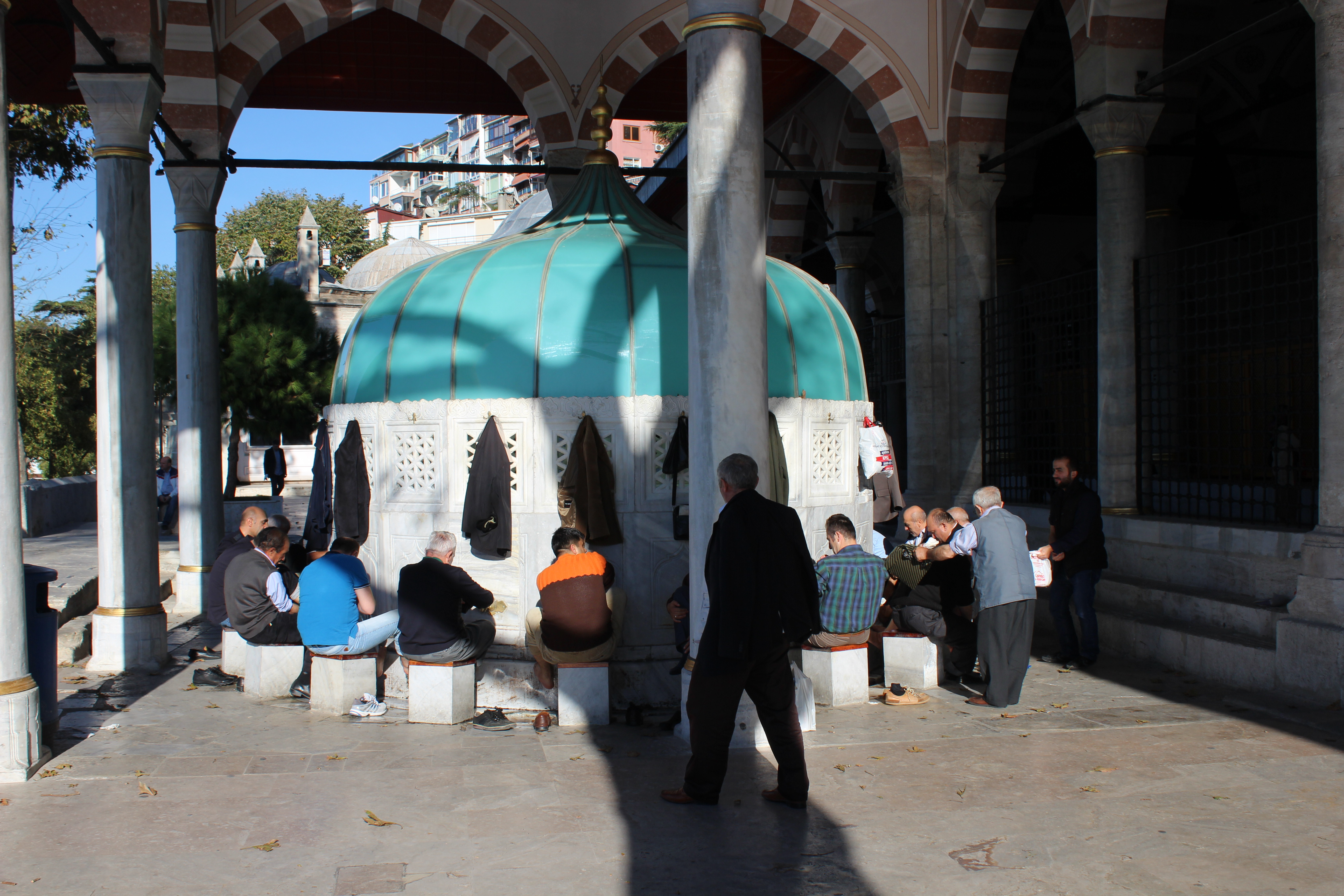
Şadırvan der Moschee
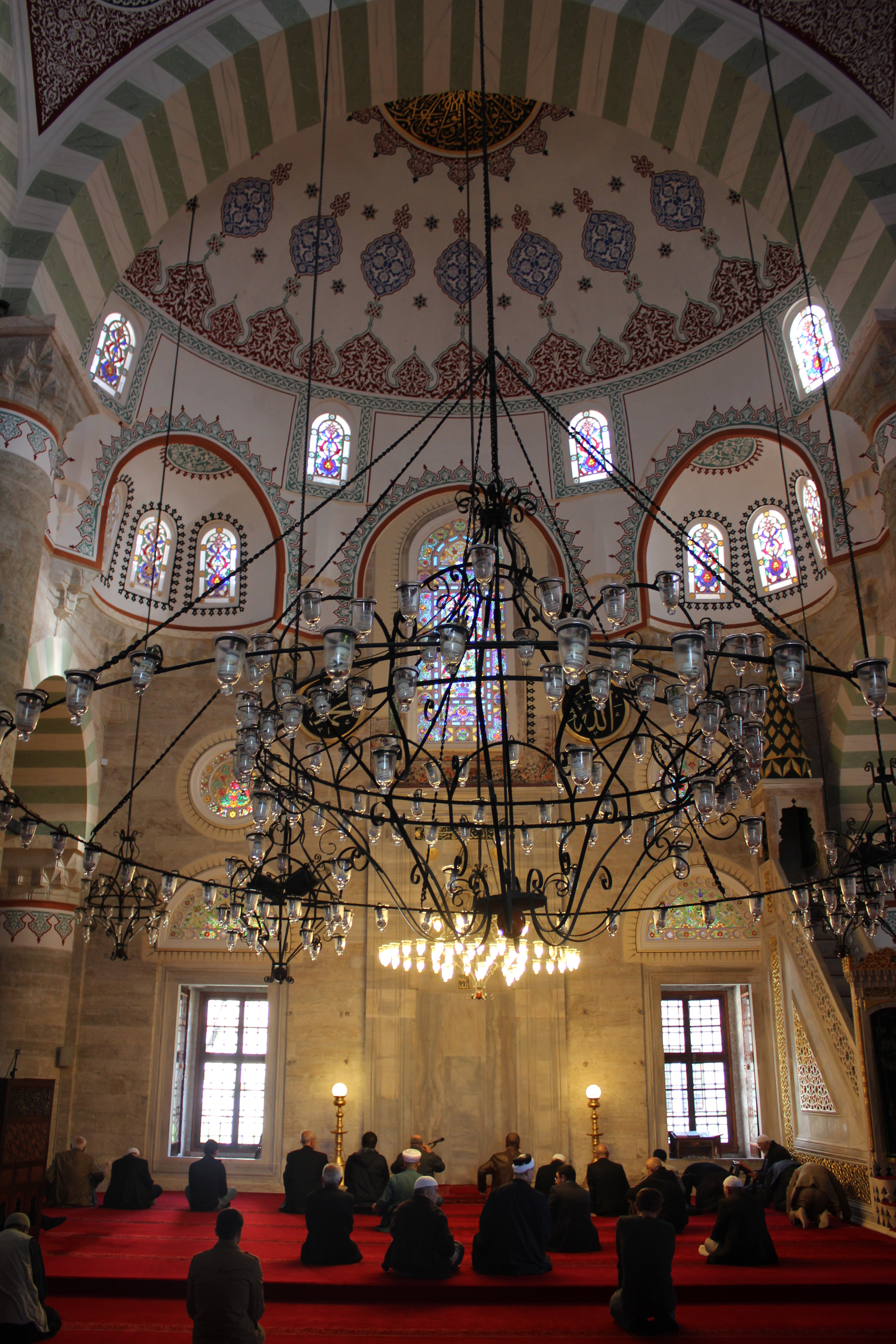
Innenraum
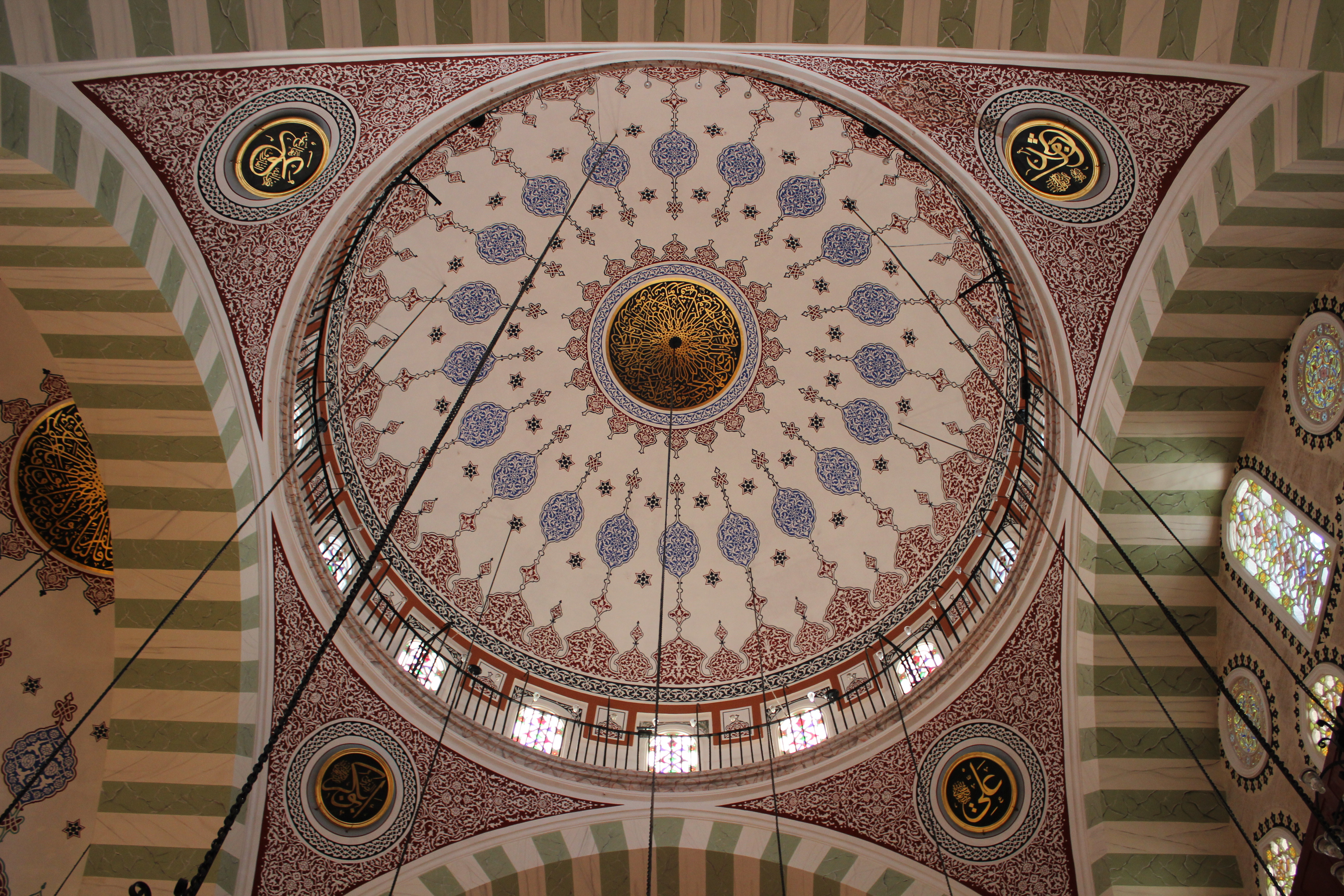
Innenraum (Kuppel)
Eines der Fenster